# 吐魯茨龍
吐魯茨龍（學名："Tonouchisaurus"）是獸腳亞目恐龍的一屬，生存於下白堊紀的蒙古。模式種是蒙古吐魯茨龍（"T. mongoliensis"），是由瑞欽·巴思缽（Rinchen Barsbold）在1994年首次提到這個名稱。由於目前還沒有經過正式研究的敘述、命名，吐魯茨龍目前是個無資格名稱（Nomen nudum）。
吐魯茨龍是相當小型的恐龍，身長約只有3呎長。化石包括一個完整的手掌（有兩指）及腳掌，以及其他的四肢骨頭。根據已知的四肢骨骼，吐魯茨龍有可能是暴龍科的祖先。

## 外部連結
- "Tonouchisaurus" at the Dinosaur Encyclopedia, at DinoRuss' Lair
- Archives of the Dinosaur Mailing List（页面存档备份，存于）